# Piggott
Pour les articles homonymes, voir Piggott (homonymie).
La ville de Piggott est le siège du comté de Clay, dans l’État de l’Arkansas, aux États-Unis. Sa population s’élevait à 3 849 habitants lors du recensement de 2010, estimée à 3 611 habitants en 2016.

## Démographie
| Groupe          | Piggott | Arkansas | États-Unis |
| --------------- | ------- | -------- | ---------- |
| Blancs          | 98,0    | 77,0     | 72,4       |
| Métis           | 1,1     | 2,0      | 2,9        |
| Afro-Américains | 0,4     | 15,4     | 12,6       |
| Autres          | 0,3     | 3,6      | 6,4        |
| Amérindiens     | 0,1     | 0,8      | 0,9        |
| Asiatiques      | 0,1     | 1,2      | 4,8        |
| Total           | 100,0   | 100,0    | 100,0      |
| Hispaniques     | 1,6     | 6,4      | 16,7       |

Selon l'American Community Survey, pour la période 2011-2015, 94,24 % de la population âgée de plus de 5 ans déclare parler l'anglais à la maison et 5,76 % l’espagnol.
| 1900 | 1910  | 1920  | 1930  | 1940  | 1950  |
| ---- | ----- | ----- | ----- | ----- | ----- |
| 597  | 1 150 | 2 016 | 1 885 | 2 034 | 2 558 |

| 1960  | 1970  | 1980  | 1990  | 2000  | 2010  |
| ----- | ----- | ----- | ----- | ----- | ----- |
| 2 776 | 3 087 | 3 762 | 3 777 | 3 894 | 3 849 |